# Dicliptera porphyrea
Dicliptera porphyrea är en akantusväxtart som beskrevs av Gustav Lindau. Dicliptera porphyrea ingår i släktet Dicliptera och familjen akantusväxter. Inga underarter finns listade i Catalogue of Life.